# Quang Trung, Phú Xuyên
Quang Trung là một xã thuộc huyện Phú Xuyên, thành phố Hà Nội, Việt Nam.
Xã Quang Trung có diện tích 4,11 km², dân số năm 1999 là 4121 người, mật độ dân số đạt 1003 người/km².